# Modern fysik
Modern fysik är ett samlingsnamn som används för den fysik som presenterades på 1900-talet. Begreppet ”modern” syftar till att fysiken inte enbart baseras på Newtons mekanik.  För att klassas som modern fysik bör teorierna innehålla delar från antingen kvantfysik eller från Einsteins relativitetsteorier, eller från båda dessa teorier.
Modern fysik behandlar ofta extrema förhållanden såtillvida att den beskriver hur saker och ting beter sig vid höga hastigheter (nära ljushastigheten) och på små längdskalor (i storleksordningen nanometer). Fysik som inte använder någon av de två teorierna (eller, alternativt, fysik som inte tar hänsyn till kvanteffekter) kallas klassisk. 
Typisk modern fysik är atomfysik, molekylfysik och subatomär fysik.
Den moderna fysikens början brukar sättas till 14 december 1900 då Max Planck lade fram sin teori om svartkroppsstrålningen.